# Абызов, Юрий Иванович
Юрий Иванович Абызов (19 ноября 1921, Реж, Свердловская область — 20 июня 2006, Рига) — советский и латвийский писатель, библиограф, литературовед, специалист по истории русской культуры Прибалтики.

## Биография
Детство и юность провёл в Алапаевске, с 1937 года — в Асбесте. 
В 1940 году поступил в Уральский университет, где составлял самиздатские сборники поэтов Серебряного века. 
С начала 1942 года воевал на Юго-Западном фронте. Был ранен под Харьковом. После войны продолжил учёбу в Свердловском университете. 
В 1946 году перевёлся в Латвийский государственный университет, и окончил его в 1949 году.
По окончании университета преподавал в Рижском педагогическом институте. Занимался переводческой деятельностью (с латышского, польского, чешского, сербохорватского, английского языков). С 1952 года работал редактором в Латгосиздате.
В 1989—2006 годах председатель Латвийского общества русской культуры. В 1997 году принят в гражданство Латвии за особые заслуги.
Похоронен в Риге на Втором Лесном кладбище.

## Составленные издания
- Русское печатное слово в Латвии, 1917—1944 годы — Стэнфорд, 1991 — в 4 т.
- От Лифляндии к Латвии — в 2 т.
- Балтийский архив. Русская культура в Прибалтике. — Рига: Даугава, 1999 — Т. 4
- «Газета „Сегодня“ 1919—1940» — в 2 т.
- А издавалось это в Риге. 1918—1940. — М.: Русский путь, 2006 — ISBN 5-85887-226-3 , ISBN 978-5-85887-226-9